# Крайній Дол
Кра́йній Дол (болг. Крайни дол) — село в Кюстендильській області Болгарії. Входить до складу общини Дупниця.

## Населення
За даними перепису населення 2011 року у селі проживали 55 осіб, з них 54 особи (98,2%) — болгари.
Розподіл населення за віком у 2011 році:
Динаміка населення: